# Annette Ngo Ndom
Annette Ngo Ndom, née le 2 juin 1985 à Ndom, est une footballeuse camerounaise évoluant au poste de gardienne de but.

## Carrière

### Carrière en club
Annette Ngo Ndom évolue en faveur des Louves Minproff de Yaoundé, du FC Union Nové Zámky avec lequel elle remporte la Coupe de Slovaquie en 2014, ainsi qu'au FAP de Yaoundé.

### Carrière en sélection
Elle dispute avec l'équipe du Cameroun féminine les Jeux olympiques de 2012. La même année, elle dispute le championnat d'Afrique 2012.
Elle joue ensuite le championnat d'Afrique 2014. Le Cameroun s'incline en finale face au Nigeria. À l'issue de la compétition, elle est nommée meilleure gardienne du tournoi.
Elle participe ensuite à la Coupe du monde 2015, puis à la Coupe d'Afrique des nations 2016. Lors de la CAN 2016, le Cameroun s'incline en finale, une nouvelle fois face au Nigeria. Annette Ngo Ndom est encore une nouvelle fois nommée meilleure gardienne du tournoi.
Annette Ngo Ndom joue trois matchs lors des Jeux olympiques de 2012 et quatre matchs lors du mondial 2015. Elle encaisse onze buts lors des Jeux olympiques et quatre buts lors du mondial. Elle participe en 2018 à la Coupe d'Afrique des nations féminine de football. En 2019, elle est de nouveau retenue dans la sélection nationale du Cameroun pour la Coupe du monde de football féminin 2019.

## Palmarès
- Championne de Slovaquie en 2014 et 2015 avec l'Union Nové Zámky
- Vainqueur de la Coupe de Slovaquie en 2014 avec l'Union Nové Zámky
- Finaliste du championnat d'Afrique 2014 avec l'équipe du Cameroun
- Finaliste de la Coupe d'Afrique des nations 2016 avec l'équipe du Cameroun
- Troisième du championnat d'Afrique 2012 avec l'équipe du Cameroun
- Troisième de la Coupe d'Afrique des nations 2018 avec l'équipe du Cameroun

## Distinctions individuelles
- Meilleure gardienne de l'année au Ballon d'Or Camerounais 2022
- Meilleure gardienne du Championnat d'Afrique féminin de football 2014 et de la Coupe d'Afrique des nations féminine de football 2016